# David Holmgren
David Holmgren (ur. 1955) – australijski inżynier-ekolog i publicysta. Współtwórca, wraz z Billem Mollisonem, koncepcji permakultury. 

## Życiorys
Holmgren urodził się w stanie Australia Zachodnia. Studiował w College of Advanced Education w Hobart na Tasmanii, gdzie w 1974 r. poznał Billa Mollisona, ówczesnego wykładowcę University of Tasmania. Obaj byli zainteresowani związkami ludzi i systemów naturalnych. Na bazie ich dyskusji, wspólnych prac w ogrodzie oraz wizyt w innych częściach Tasmanii Holmgren napisał pracę magisterską, którą obronił w roku 1976. Praca została opublikowana w formie książkowej w roku 1978 pod tytułem Permaculture One. W następnych latach zajmował się testowaniem założeń permakultury w praktyce, m.in. realizując projekt ekowioski Fryers Forest. Wyniki badań opublikował m.in. w kolejnej książce – Permaculture: Principles and Pathways beyond Sustainability (2002). W roku 1991 zaczął prowadzić wykłady na kursach projektowania permakulturowego, a od 1993 r. prowadził kursy PDC w swoim domu w Hepburn.

## Permaculture One
Książka zawierała przemyślenia dotyczące rolnictwa, architektury krajobrazu i ekologii. Związki pomiędzy tymi dziedzinami stały się podstawą nowego systemu projektowania nazwanego permakultura. Pomimo że tytuł wyraźnie nawiązuje do książki Russella Smitha Tree Crops: A Permanent Agriculture (wydanej po raz pierwszy w 1929), inspiracją dla Holmgrena były idee amerykańskiego ekologa Howarda T. Oduma wyrażone w książce Environment, Power and Society z roku 1971. Książka ta była też podstawą stworzenia naukowej partii politycznej dla Davida M. Sciencemana.
Według Holmgrena:

Słowo „permakultura” zostało ukute przeze mnie i Billa Mollisona w połowie lat 70. na określenie „zintegrowanego, ewoluującego systemu wieloletnich lub samodzielnych roślin i zwierząt użytecznych dla człowieka”. Współcześniejsza definicja permakultury, odzwierciedlająca rozszerzenie zakresu znaczeniowego poza wyrażony w "Permaculture One", to „Świadomie zaprojektowane tereny, naśladujące wzorce i powiązania jakie można znaleźć w naturze, uzyskując plony obfitujące w żywność, włókno i energię zaspokajającą lokalne potrzeby”. Ludzie, ich budynki i sposoby organizowania się są centralną osią permakultury. Dlatego wizja permakultury jako permanentnego (zrównoważonego) rolnictwa ewoluowała w wizję permanentnej (zrównoważonej) kultury.

Książka odniosła większy sukces niż się spodziewano – wydawała się odpowiedzią na potrzebę powstania ekologicznej kontrkultury, poszukującej solidnych podstaw, na których mogłaby się oprzeć. Była w następnych latach kilkukrotnie wznawiana (została wydana w pięciu językach). Obecnie nakład jest wyczerpany, a książka ma głównie wartość historyczną, bo idee zostały dopracowane w kolejnych publikacjach.

## Badania
Podczas gdy Bill Mollison jeździł po świecie promując permakulturę i prowadząc kursy, Holmgren skupił się na testowaniu w praktyce i udoskonalaniu efektów, które miało przynieść stosowanie permakultury. Początkowo prowadził doświadczenia w posiadłości swojej matki w południowej części Nowej Południowej Walii; ich wyniki opisał w książce Permaculture in the Bush, wydanej w roku 1985. W kolejnych latach zajął się badaniami na własnej działce w Hepburn Springs (Melliodora) w stanie Victoria, co zaowocowało książką Melliodora, Hepburn Permaculture Gardens: Ten Years of Sustainable Living (1996), napisaną wspólnie z partnerką, Su Dennett.
Od 1983 Holmgren prowadził firmę konsultingową Holmgren Design Services, której projekty są udokumentowane w raporcie Trees on Treeless Plains: Revegetation Manual for the Volcanic Landscapes of Central Victoria (1994). 

### Fryers Forest
Najbardziej znanym projektem permakulturowym Holmgrena jest ekowioska Fryers Forest w pobliżu Castlemaine w stanie Wiktoria, mająca na celu stworzenie modelu zrównoważonego mieszkalnictwa i dostępnego finansowo, zrównoważonego zarządzania lasem. Główne cechy wioski to: integracja leśnictwa na domowe potrzeby z wyrębem lasu ze względów przeciwpożarowych (pozyskiwanie drewna na opał), oraz połączenie systemu wodnej linii kluczowej Keyline Design z siecią dróg w wiosce i z domostwami. System gromadzenia wody w centralnej części był kluczowym elementem projektu regeneracji terenu wyniszczonego przez istniejące tam przez ponad 50 lat kopalnie złota.
Ponieważ wykazanie możliwości zapewnienia stałej dostępności wody było jednym z głównych celów projektu, stabilność poziomu wody uznano za jeden z wyznaczników sukcesu – ważnych dowodów, że permakultura umożliwia zrównoważony rozwój wioski Fryers Forest. Niestety wyciągnięcie tak jednoznacznych wniosków utrudniły czynniki meteorologiczne. Z powodu niezwykle długiego okresu suszy (1994–2009) poziom wody w sztucznych zbiornikach za tamami bardzo się obniżył. Gdy susza minęła, dzięki dużemu poborowi wody deszczowej z dachów poziom wody wrócił do normy – z początkiem roku 2011 sztuczne zbiorniki były znowu pełne.

### Ekosynteza
Holmgren dużo czasu poświęcił badaniom możliwości użycia roślin „inwazyjnych” oraz introdukowanych w celu pozyskiwania pożywienia i włókna, ale też (kontrowersyjnie) dla celów rekonstrukcji ekologicznej (przywracanie równowagi biocenotycznej w agroekosystemie, zob. np. regradacja, rekultywacja, renaturyzacja) i „ekosyntezy”. Zainteresowanie rekombinowanymi ekosystemami czy „zachwaszczaniem” pojawiło się częściowo w trakcie wizyty w Nowej Zelandii w 1979 i spotkania z nowozelandzkim ekologiem, Haikai Tane. Niekonwencjonalność Holmgrena w kwestii gatunków inwazyjnych i introdukowanych doprowadziła do krytyki permakultury w debacie trwającej w australijskim ruchu pro-środowiskowym po dziś dzień. Jego niedawne wypowiedzi o roli wierzby Salix alba × fragilis (wierzba biała × krucha) w procesie rekultywacji strumieni w Wiktorii (dzięki poprawie zatrzymywania osadów i fosforu) bywają uważane za „heretyckie” w stosunku do oficjalnych wytycznych.
Zdaniem Holmgrena:

Nauka ekologii dostarczyła przytłaczających dowodów, że wszystko jest ze sobą połączone, więc zakrawa na ironię, że biologia ochrony środowiska jest zdominowana przez ortodoksję ślepą na ekosyntezę, naturalny sposób tkania gobelinu życia.

Od czasu publikacji artykułu w Permaculture International Journal w 1997 pracował nad kolejną książką, wstępnie zatytułowaną Weeds or Wild Nature? (Chwasty czy dzika natura?).

## Permaculture: Principles and Pathways beyond Sustainability
Wydana w grudniu 2002 nowa książka o permakulturze, prezentuje dogłębną i bardziej konkretną systematykę jej zasad, wypracowanych przez Holmgrena w czasie ponad 25 lat praktyki. Książka Permaculture: Principles and Pathways beyond Sustainability jest dedykowana Howardowi T. Odumowi, który zmarł dwa miesiące przed jej ukazaniem się, i bardzo przypomina wizję Oduma w zakresie przekształcania energii.
Autor Principles and Pathways wprowadził dwanaście kluczowych zasad projektowania permakulturowego, wyjaśniając każdą w osobnym rozdziale. Wypełnia tym samym konceptualną pustkę, która istniała od początku powstania permakultury. Książka jest uznawana za kamień milowy wśród literatury dotyczącej tej tematyki, tym bardziej, że dzieło Billa Mollisona Permaculture: A Designer's Manual zostało wydane 15 lat wcześniej (1988) i nigdy nie doczekało się wydania przejrzanego i poprawionego.

## Wykaz publikacji
- 1978 Bill Mollison i David Holmgren. Permaculture One: A Perennial Agriculture for Human Settlements. Melbourne: Transworld.
- 1985 Permaculture in the Bush. Hepburn, Victoria: Holmgren Design Services.
- 1994 Trees on the Treeless Plains: Revegetation Manual for Volcanic Landscapes of Central Victoria. Hepburn, Victoria: Holmgren Design Services.
- 1995 'The Permaculture Movement and Education', in Goldfields Permaculture and Landcarers, 3, 14–16.
- 1996 a Melliodora (Hepburn Permaculture Gardens): Ten Years of Sustainable Living. Hepburn, Victoria: Holmgren Design Services.
- 1996 b 'Fryers Forest Village', w Green Connections, 2.2, 20–21.
- 1997 'Getting Started', w Green Connections, 10, 28–31.
- 2002 a Permaculture: Principles and Pathways Beyond Sustainability. Hepburn, Victoria: Holmgren Design Services.
- 2002 b David Holmgren: Collected Writings 1978–2000. [CD] Hepburn, Victoria: Holmgren Design Services.
- 2005 Mellidora (Hepburn Permaculture Gardens): A Case Study in Cool Climate Permaculture 1985 – 2005 [eBook] Hepburn, Victoria: Holmgren Design Services.
- 2006 a Trees on the Treeless Plains: Revegetation Manual for Volcanic Landscapes of Central Victoria. [eBook] Hepburn, Victoria: Holmgren Design Services.
- 2006 b David Holmgren: Collected Writings & Presentations 1978 – 2006 [eBook] Hepburn, Victoria: Holmgren Design Services.
- 2009 Future Scenarios. White River Junction, VT: Chelsea Green Publishing Company.
- 2011 2011 Permaculture Diary Marrickville NSW: PcDC Michele Margolis.